# 尤彭熙
尤彭熙（Professor Pengsi Yu，1902年—1983年）, 医学教授，以"空劲"(Empty Force)闻名,意拳王芗斋弟子，文革后旅居美国.
尤生于江苏无锡市，毕业于上海同济医学院，德国Heldelberg University医学博士，上海著名皮科医生.
1928年，尤学意拳于王芗斋, 与另一在沪弟子张长信交往甚密.1981年因斯坦福大学研究院(Stanford University Research Institute)邀请移居加利福尼亚从事医学研究.
尤在国内传人仅数人，其中张长信弟子董源培(Y.P. Dong)曾得其传.
尤彭熙為蘇州文學團體星社成員。

## 外部相关连接
尤美国传人的网站 （页面存档备份，存于）